# Zbudská Belá
Zbudská Belá este o comună slovacă, aflată în districtul Medzilaborce din regiunea Prešov. Localitatea se află la altitudinea de 267 m deasupra n.m., se întinde pe o suprafață de 15,97 km2 și în 2017 număra 125 de locuitori.

## Istoric
Localitatea Zbudská Belá este atestată documentar din 1463.

## Demografie
| An:                | 1994 | 2004    | 2014   | 2024   |
| ------------------ | ---- | ------- | ------ | ------ |
| Număr de persoane: | 179  | 130     | 126    | 114    |
| Diferență:         |      | −27,37% | −3,07% | −9,52% |

| An:                | 2023 | 2024   |
| ------------------ | ---- | ------ |
| Număr de persoane: | 116  | 114    |
| Diferență:         |      | −1,72% |